# Gladomes
Gladomes este o localitate din comuna Slovenska Bistrica, Slovenia, cu o populație de 360 de locuitori.